# Гок-Ран (Пенсільванія)
Гок-Ран (англ. Hawk Run) — переписна місцевість (CDP) в США, в окрузі Клірфілд штату Пенсільванія. Населення — 474 особи (2020).

## Географія
Гок-Ран розташований за координатами 40°55′27″ пн. ш. 78°12′11″ зх. д. / 40.92417° пн. ш. 78.20306° зх. д. (40.924257, -78.203082).  За даними Бюро перепису населення США в 2010 році переписна місцевість мала площу 2,10 км², з яких 2,08 км² — суходіл та 0,02 км² — водойми.

## Демографія
Згідно з переписом 2010 року, у переписній місцевості мешкали 534 особи в 246 домогосподарствах у складі 143 родин. Густота населення становила 254 особи/км².  Було 262 помешкання (125/км²).
Расовий склад населення:
| - 98,5 % — білих - 0,2 % — корінних американців - 0,2 % — чорних або афроамериканців |

До двох чи більше рас належало 1,1 %. Частка іспаномовних становила 0,0 % від усіх жителів.
За віковим діапазоном населення розподілялося таким чином: 19,1 % — особи молодші 18 років, 54,5 % — особи у віці 18—64 років, 26,4 % — особи у віці 65 років та старші. Медіана віку мешканця становила 46,3 року. На 100 осіб жіночої статі у переписній місцевості припадало 94,2 чоловіків;  на 100 жінок у віці від 18 років та старших — 86,2 чоловіків також старших 18 років.
Середній дохід на одне домашнє господарство  становив 44 239 доларів США (медіана — 31 435), а середній дохід на одну сім'ю — 52 469 доларів (медіана — 50 341). Медіана доходів становила 42 083 долари для чоловіків та 41 016 доларів для жінок. За межею бідності перебувало 35,3 % осіб, у тому числі 51,7 % дітей у віці до 18 років та 0,0 % осіб у віці 65 років та старших.
Цивільне працевлаштоване населення становило 291 особа. Основні галузі зайнятості: освіта, охорона здоров'я та соціальна допомога — 28,9 %, роздрібна торгівля — 20,6 %, транспорт — 12,0 %, будівництво — 8,9 %.